# Nine Below Zero

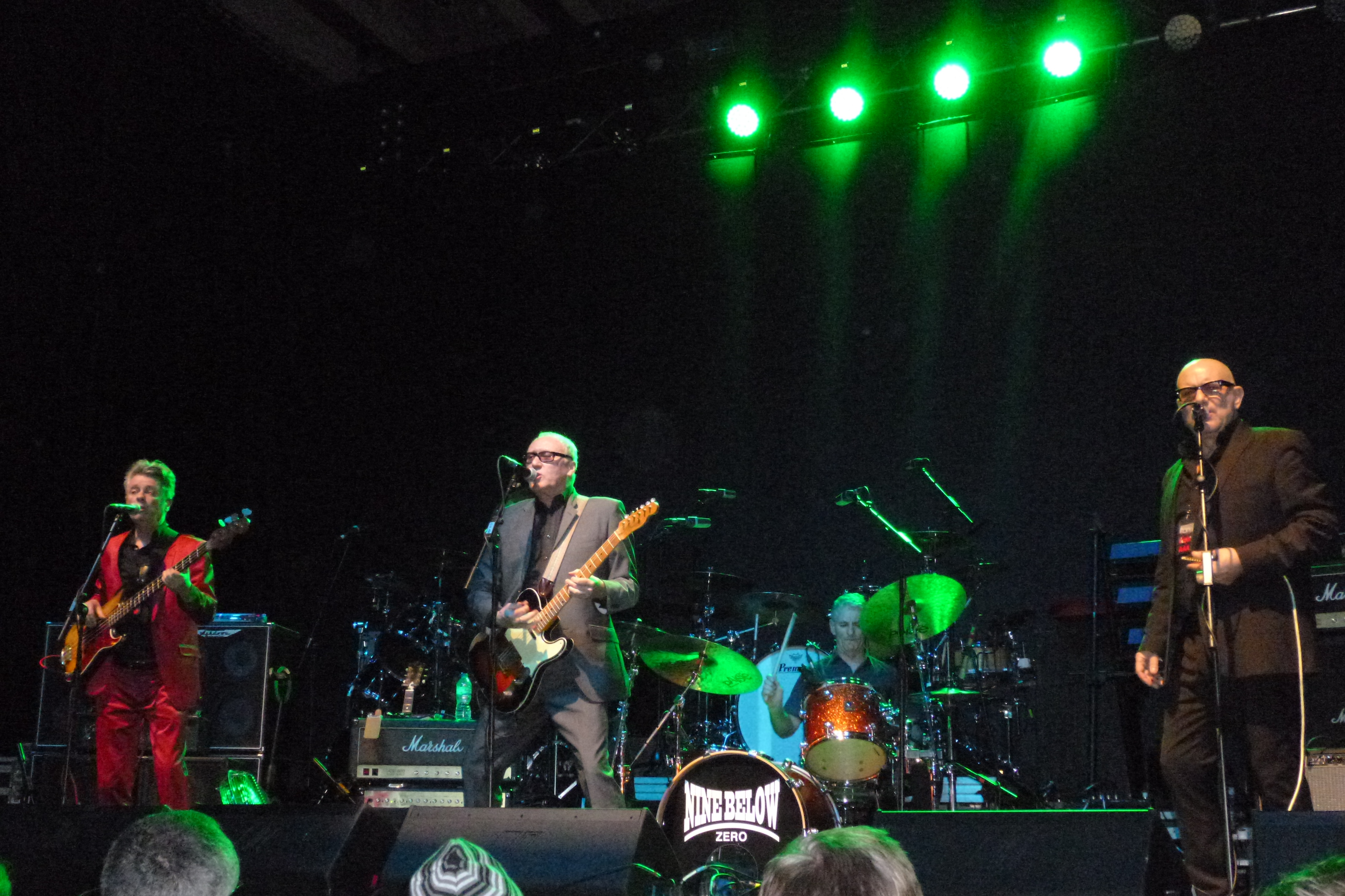
Nine Below Zero (2015)

Nine Below Zero es una banda de blues inglesa, considerada de culto por toda Europa, que fue muy popular durante los años 1980-1982.

## Carrera

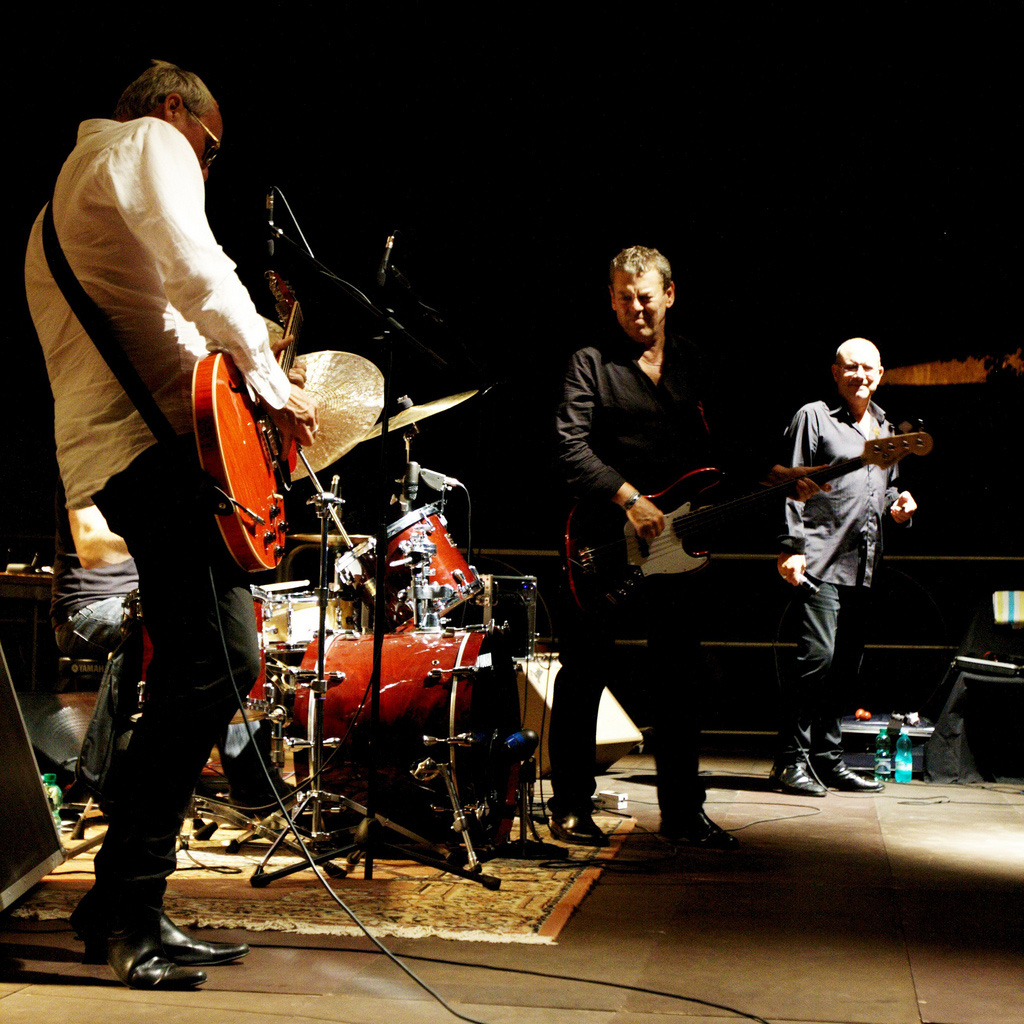
Nine Below Zero

La banda se formó en 1977, al sur de Londres, por el guitarrista y vocalista Dennis Greaves.  Se le unieron el bajista Peter Clark, Kenny Bradley en la batería y el vocalista y armónico Mark Feltham. Innicialmente se hicieron llamar los 'Stan's Blues Band' y durante los dos años siguientes tocaron por los clubes de Londres.
En 1979, mientras tocaban en el pub The Thomas A'Beckett en Old Kent Road, aceptaron una oferta del ex músico Mickey Modern para dirigirlos. Modern sugirió a la banda buscar otro nombre. Greaves eligió Nine Below Zero por el álbum de Sonny Boy Williamson II. Modern firmó con A&M Records y consiguió de A&M un sello discográfico propio, M&L Records, para lanzar Nine Blow Zero.
En 1980, la banda publicó su primer álbum, Live at the Marquee, que fue grabado el 16 de junio de 1980. Bradley fue sustituido como batería por Stix Burkey. A finales de ese año ya se reconocía sus seguidores, particularmente entre los fans de la nueva ola de heavy metal británico atraídos por su sonido fuerte y el ritmo rápido. Actuaron como titulares en el Hammersmith Odeon y presentaron a Alexis Korner, un veterano campeón de los nuevos talentos del blues eléctrico.
En 1981, lanzaron su segundo álbum, Don't Point Your Finger, producido por Glyn Johns. Johns se quejó de que el bajo era demasiado básico para las nuevas canciones, por lo que la banda posteriormente sustituyó a Clark por el bajista Brian Bethell. La banda apareció en The Chris Tarrant Show, The South Bank Show, O.T.T., The Old Grey Whistle Test y la serie de comedia de BBC2 The Young Ones interpretando "11 + 11". También apoyaron a The Kinks y The Who en su gira. Don't Point Your Finger alcanzó el número 56 en la lista de álbumes del Reino Unido. Su tercer álbum, Third Degree, contenía "11 + 11", escrito por Greaves y Modern. El álbum duró seis semanas en la lista y alcanzó el puesto 38. Después de esto, la banda se separó. Bethell se unió a The Blow Monkeys y Feltham se dedicó a trabajos de sesión, sobre todo para Rory Gallagher. Arnold se hizo manager de The Truth, y rechazó las sugerencias de Modern rehacer Nine Below Zero. En 1990, el interés de IRS Records en The Truth se estaba desvaneciendo, y Modern convenció a Feltham y Greaves a participar en un concierto para celebrar el décimo aniversario de la banda.
Arnold, que ahora trabajaba en Harvey Goldsmith Ents, promovió la banda en el Town and Country Club. Agregaron a Gerry McAvoy y Brendan O'Neill, de la banda de Rory Gallagher, en el bajo y la batería. En 1992, Feltham se marchó debido a diferencias musicales y fue reemplazado por Alan Glen. Feltham regresó en 2001 y la banda ha continuado de gira y grabando. En 1995, se incorporó al armónico Billy Boy Miskimmin.
En 2005, su tema "Go Girl" se incluyó en el álbum recopilatorio Of Hands and Hearts: Music for the Tsunami Disaster Fund. En 2007, Nine Below Zero realizó dos conciertos acústicos, produciendo el DVD Bring It On Home, que incluía un CD en vivo. El guitarrista de blues Gary Moore colaboró con la banda en los escenarios para promocionar el DVD. En agosto de 2008, Nine Below Zero apareció en el Rhythm Festival en Bedfordshire y luego abrió para Chuck Berry en The 100 Club. En 2009, la banda comenzó a trabajar en un espectáculo para celebrar el 30 aniversario del lanzamiento de su álbum debut, Live at the Marquee.
Glenn Tilbrook de Squeeze se ofreció a grabar el álbum que habían estado escribiendo Greaves y Feltham. Grabaron It's Never Too Late, su primera colección de canciones nuevas desde Refrigerator. Siguieron giras europeas, incluyendo el apoyo a Jools Holland y Paul Jones.
En 2011, trabajaron con Tilbrook bajo el nombre de The Co-operative. En julio de 2011, una pista, la canción de los Beatles "You Never Give Me Your Money" se usó en un especial de la revista Mojo para celebrar el 40 aniversario del lanzamiento de Abbey Road. La banda se estaba preparando para una gira en 2012. Gerry McAvoy dejó la banda a fines de 2011 para seguir su carrera en solitario. 2012 vio el regreso de Brian Bethell que tocó para el álbum Third Degree. La nueva formación comenzó a presentarse en enero con shows en Alemania, Suiza y Austria. 
Tras el relanzamiento remasterizado de 2012 del debut en vivo de Nine Below Zero, Live at the Marquee, llegó una entrega doble; Las ediciones remasterizadas de los dos primeros álbumes de estudio Don't Point Your Finger y Third Degree, cada uno acompañado de un disco bonus extra, se lanzaron el 24 de febrero de 2014 a través de Universal Music.
El 27 de febrero de 2014 ofrecieron una gira nacional de un mes de duración y 22 actuaciones en apoyo de The Stranglers. En otoño del 2014, la banda emprendió una gira por su 35 aniversario. En la segunda mitad de 2016 vio el lanzamiento de su primer álbum tipo "gran banda", que debutó en vivo en el Festival de Glastonbury, en junio, para seguir con una extensa gira durante el otoño. El 27 de octubre de 2018, la banda tocó en King George's Hall, Blackburn, apoyando a From The Jam de Bruce Foxton, con Russell Hastings como voz principal y canciones de All Mod Cons de The Jam.
En 2019 la banda publica su álbum Avalanche, y da una gira por su 40 aniversario.

## Miembros
- Dennis Greaves – guitarra y vocalista (1977–1983, 1990–presente)
- Mark Feltham – armónica y vocalista (1977–1983, 1990–1992, 2001–presente)
- Charlie Austen – vocalista y percusión (2016–presente)
- Ben Willis – bajo (2014–presente)
- Sonny Greaves – batería (2018–presente)
- Tom Monks – teclados, guitarra y vocalista (2019–presente)

Exmiembros y colaboradores: Alan Glen (1991-1995); Brendan O'Neill (batería); Brian Bethell; Gerry McAvoy (bajo); Mickie Burkey (batería); Peter Clark (bajo); Kenny Bradley.

## Discografía

### Álbumes
- Live at the Marquee – 1980 – A&M
- Don't Point Your Finger – 1981 – A&M
- Third Degree – 1982 – A&M
- Live at the Venue – 1989 – Receiver
- On The Road Again – 1991 – China Records
- Off The Hook – 1992 – China Records
- Special Tour Album 93 – 1993 – China Records (solo LP)
- Hot Music for a Cold Night – 1994 – Pangea Records
- Ice Station Zebro – 1995 – Pangea Records
- Live in London – 1997 – Indigo
- Refrigerator – 2000 – Zed Records
- Give Me No Lip Child – 2000 – Indigo
- Chilled – 2002 – Zed Records
- Hat's Off – 2005 – Zed Records
- Both Sides of Nine Below Zero – 2008 – Angel Air
- It's Never Too Late! – 2009 – Zed Records
- The Co-Operative (with Glenn Tilbrook) – 2011 – Quixotic Records
- Live at the Marquee [CD/DVD] – 2012 – UMC/Mercury
- A to Zed – The Very Best of – 2013 – Zed Records
- Don't Point Your Finger [2CD Expanded Edition] – 2014 – UMC
- Third Degree [2CD Expanded Edition] – 2014 – UMC
- 13 Shades of Blue – 2016 – Zed Records
- Avalanche – 2019 – Zed Records